# Sollefteå kyrka
Sollefteå kyrka är en kyrkobyggnad i Sollefteå. Den är församlingskyrka i Sollefteå församling i Härnösands stift. För att komma in till kyrkogården går man genom en klockstapel vars nedre del fungerar som stiglucka i bogårdsmuren. Stapeln är byggd av trä och är av bottninsk typ. Den uppfördes åren 1804 - 1806, målades 1811 och ersatte en tidigare klockstapel, byggd 1695 av Jon Jonsson. I stapeln hänger två kyrkklockor. Ena klockan göts om 1630 och 1761. Andra klockan köptes in 1802 och göts om 1908.

## Kyrkobyggnaden
Kyrkan uppfördes av gråsten under 1200-talet, men byggdes radikalt om på 1770-talet då den omvandlades då till en rokokokyrka och fick ett högt valmat tak som var brutet. Kyrkan utvidgades åt söder och väster och en sakristia byggdes till åt öster. Koret breddades till samma bredd som kyrkan i övrigt. Om- och tillbyggnaden leddes av stadsbyggmästare Daniel Hagman i Sundsvall.
Stora ombyggnader genomfördes under åren 1900-1907 då ett nytt tresidigt kor byggdes vid östra sidan. En ny och bred sakristia byggdes vid norra långväggen och vid västra kortväggen byggdes en stor förhall.

## Inventarier
- Predikstol och altaruppsats tillverkades 1773 och 1787 av Johan Edler d.ä.
- Orgeln införskaffades 1883 och disponerades av Olof Hammarberg 1950.
- 2002 byggde Grönlunds Orgelbyggeri AB den nuvarande orgeln.

| Man I. Huvudverk C-g³ | Man II. Svällverk C-g³  | Pedal        | Koppel    |
| --------------------- | ----------------------- | ------------ | --------- |
| Bourdon 16'           | Flûte traverisère 8'    | Soubasse 16' | II/I      |
| Montre 8'             | Viole de gambe 8'       | Bourdon 8'   | II/I      |
| Bourdon 8'            | Voix céleste 8'         | Basse 8'     | I/P       |
| Flûte harmonique 8'   | Flûte octaviante 4'     | Bombarde 16' | II 16'/II |
| Salicional 8'         | Octavin 2'              |              | II 16'/I  |
| Prestant 4'           | Trompette harmonique 8' |              | I 4'/I    |
| Flûte douce 4'        | Basson-Hautbois 8'      |              | I 4'/P    |
| Plein-jeu IV          | Clairon 4'              |              |           |
|                       | Tremblant               |              |           |

- 1971 placerades en kororgel vid korets södra sida.
- Nuvarande altartavla av Caleb Althin tillkom vid ombyggnaden åren 1900-1907.